# 대한민국 제6차 국민투표
대한민국 제6차 국민투표는 앞서 대한민국 국회에서 의결된 헌법개정안 확정 여부를 두고 1987년 10월 27일 실시되었다. 국민투표 결과 국민투표 결과 유권자의 과반수가 투표하고 투표자의 과반수가 찬성 투표를 해 헌법개정안이 통과되었다. 총 투표수 20,028,672표 중 18,640,625표가 찬성에 투표가 되었으므로, 찬성률이 헌법에 규정된 투표수의 대비 과반을 훌쩍 뛰어넘는 93.1%였다.

## 배경

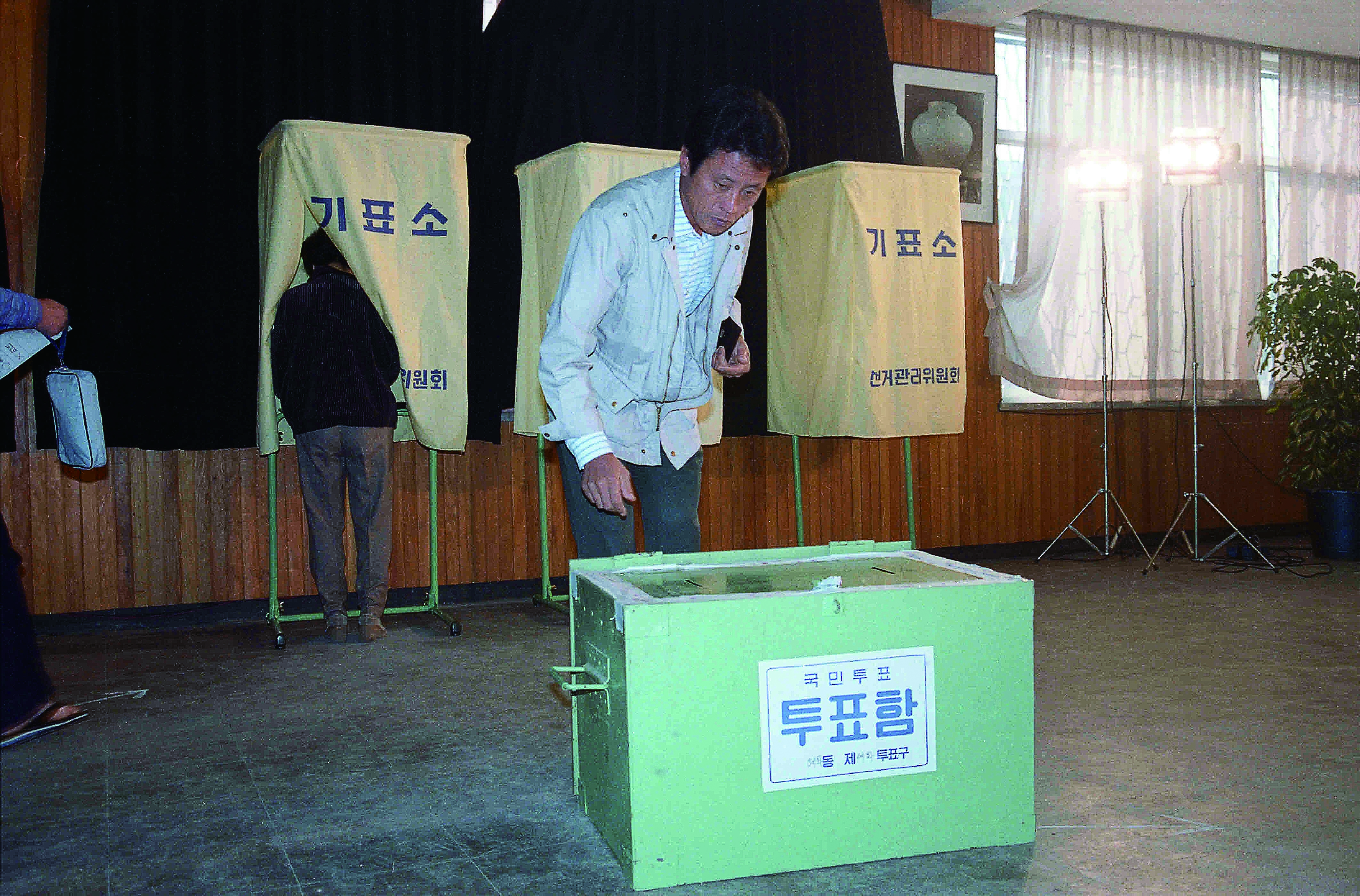
국민투표 당일의 투표 모습

제5공화국을 거치면서 풀리지 않고 축적된 국민들의 민주화에 대한 열망은, 1987년 6월 항쟁으로 폭발하게 된다. 간접선거에 대해 반발하는 국민과 야당은 직선제로의 개헌을 요구하였고, 1985년의 국회의원 선거에서 승리한 야당들은 이러한 과정에 더욱 큰 힘을 더하는 결과를 가져왔다.
결국 당시 민주정의당 대표위원이던 노태우는 6월 29일에 6·29 선언을 발표하여, 여야 합의하의 대통령직선제 개헌을 통한 평화적인 정권 이양, 정치범의 전면적 사면과 복권, 언론의 자유 보장을 위한 제도의 개선, 대학 자율화 등의 8개항을 약속하였다. 이로 인해 직선제로의 개헌은 가속이 붙었으며, 여야 간의 8인 회담, 국회 헌법개정특별위원회 등에서의 지속적인 논의를 통해 개헌안이 완성되게 되었다.

## 국회 표결
개헌안은 재적의원 272명 중 264명의 서명으로 9월 18일 발의되었다. 민주정의당 의원 146명과 통일민주당 의원 70명, 한국국민당 의원 20명 등은 전원 서명했으며, 신한민주당은 소속 의원 20명 중 13명이 서명하고 7명은 서명하지 않았다. 또한 무소속 및 기타 정파 의원 16명 중 15명은 서명했으며, 1명은 서명하지 않았다.
국회는 즉시 발의된 개헌안을 정부에 이송했으며, 정부는 9월 21일 국무회의를 열고 개헌안 공고를 의결하였다. 대통령이 개헌안을 공고하면 그로부터 20일 이상 60일 이내에 국회에서 의결을 해야 한다는 헌법 조항에 따라 국회는 10월 12일 본회의를 열고 기명 표결을 하게 되었다. 이 날 표결에는 재적의원 272명 중 258명이 참여했으며, 그 중 254명이 찬성, 4명이 반대에 표를 던져 개헌안은 통과되었다. 개헌안에 반대 투표를 한 4명은 이철승, 신경설, 김병수, 임춘원 등이었다.
개헌안이 국회에서 재적의원 과반수의 지지로 통과됨에 따라 전두환 대통령은 10월 17일 국무회의를 열고 개헌안에 대한 국민투표를 10월 27일에 실시할 것을 공고하였다.

## 결과

### 전체 결과
| 1987년 제9차 헌법개정안 | 1987년 제9차 헌법개정안 | 1987년 제9차 헌법개정안 |
| 찬성 또는 반대          | 득표수                  | 득표율                  |
| ----------------------- | ----------------------- | ----------------------- |
| 찬성                    | 18,640,625              | 93.07%                  |
| 반대                    | 1,092,702               | 5.46%                   |
| 무효표                  | 295,345                 | 1.47%                   |
| 총 득표수               | 20,028,672              | 100.00%                 |
| 투표율                  | 78.2%                   | 78.2%                   |
| 유권자수                | 25,619,648              | 25,619,648              |

### 지역별 결과
|      | 찬성      | 반대    | 무효      | 합계      |
| ---- | --------- | ------- | --------- | --------- |
| 서울 | 3,921,067 | 207,300 | 55,019    | 4,183,386 |
| 인천 | 624,513   | 33,397  | 9,669     | 667,579   |
| 경기 | 2,498,639 | 125,272 | 50,598    | 2,674,509 |
| 강원 | 841,597   | 51,245  | 12,858    | 905,700   |
| 충남 | 1,486,264 | 89,423  | 1,575,687 | 1,598,503 |
| 충북 | 681,548   | 44,142  | 11,642    | 737,332   |
| 광주 | 312,441   | 20,516  | 4,090     | 337,047   |
| 전남 | 1,361,788 | 82,287  | 22,230    | 1,466,305 |
| 전북 | 1,009,932 | 66,960  | 15,618    | 1,092,510 |
| 부산 | 1,515,709 | 96,967  | 24,167    | 1,636,843 |
| 경남 | 1,699,659 | 112,446 | 26,458    | 1,838,563 |
| 대구 | 869,421   | 54,860  | 11,615    | 935,896   |
| 경북 | 1,606,634 | 96,308  | 25,231    | 1,728,173 |
| 제주 | 211,413   | 11,579  | 3,334     | 226,326   |

## 같이 보기
- 6월 민주항쟁
- 제9차 헌법개정
- 전두환
- 노태우
- 제5공화국
- 제6공화국